# Università del Nevada - Reno
L'Università del Nevada - Reno (chiamata anche University of Nevada, UNR, o semplicemente Nevada), è un'università di insegnamento e ricerca fondata nel 1874 con sede a Reno, in Nevada, negli USA.
Il campus è la casa delle strutture di larga scala nel College of Engineering, che ha portato i ricercatori dei Nevada in prima fila negli Stati Uniti in un'ampia scala di studi sismologici e di strutture per i test. La Nevada Terawatt Facility, collocata in un campus satellite dell'università possiede un sistema di laser ad alta intensità che è uno dei più potenti di tutti i college della nazione. È anche la casa della University of Nevada School of Medicine, con campus sia nei maggior centri urbani del Nevada, Las Vegas e Reno, sia proprietaria di un network che si estende alle zone rurali del Nevada. Le facoltà sono tra le prime della nazione in diverse aree come la letteratura ambientale, il giornalismo e le scienze sociali come la psicologia. Inoltre vi si trova la Donald W. Reynolds School of Journalism, produttrice di sei vincitori del Premio Pulitzer.
Le squadre sportive dell'università sono chiamate Wolf Pack e competono nella NCAA Division I (FBS per il football) e nella Mountain West Conference.